# 베네수엘라 U-15 축구 국가대표팀
베네수엘라 U-15 축구 국가대표팀(스페인어: selección de fútbol sub-15 de Venezuela)은 베네수엘라를 대표하는 15세 이하의 축구 국가대표팀으로, 베네수엘라의 축구 관리 기관인 베네수엘라 축구 연맹의 관리를 받는다. 해당 대표팀은 CONMEBOL U-15 축구 선수권 대회와 같은 대회 준비를 위해 주로 소집되며, CONMEBOL U-15 축구 선수권 대회에 9번 출전해 2004년에 8강에 진출했다.